# بیمارستان بهارلو
بیمارستان بهارلو، مرکز آموزشی، پژوهشی و درمانی تحت پوشش دانشگاه علوم پزشکی تهران می‌باشد. این بیمارستان دارای ۳۳۰ تخت مصوب است. بیمارستان بهارلو در زمان افتتاح آن که مقارن بود با تغییر کاربری آن، از بهداری مرکزی راه‌آهن به بیمارستانی با ۸۰ تخت درمانی مصوب در سال ۱۳۱۸ به نام بیمارستان راه‌آهن پایه‌گذاری شد.
ریاست کنونی آن بر عهدهٔ دکتر حمیدرضا حکمت، متخصص قلب و عروق می‌باشد.

### تاریخچه
بیمارستان بهارلو کنونی که در دوران فعالیت خود با نام‌های (بهداری مرکزی راه‌آهن)، بیمارستان «شمارهٔ یک راه‌آهن» و بیمارستان «طبا» شناخته شده‌است، از سال ۱۳۱۴ به دنبال گسترش و توسعهٔ شبکهٔ سراسری راه‌آهن در قالب یک بهداری کوچک راه‌اندازی گردید. به دنبال توسعهٔ شبکهٔ سراسری راه‌آهن ایران در زمان پهلوی اول مقرر گردید با کسر دو تومان از حقوق پرسنل راه‌آهن این بهداری به بیمارستانی با ۸۰ تخت درمانی مصوب تبدیل شود و سرانجام در سال ۱۳۱۸ با حضور رضاشاه و ولیعهد افتتاح می‌شود. کارکنان شبکهٔ سراسری راه‌آهن تحت پوشش خدمات بهداشتی و درمانی این بیمارستان قرار داشتند و فعالیت‌های بهداری راه‌آهن هم در حوزهٔ بهداشتی و هم در حوزهٔ خدمات درمان سرپایی و بستری شایان توجه بوده‌است به طوری که اسناد و مدارک آماری فعالیت‌های بهداری راه‌آهن نشان‌دهندهٔ اقدامات گستردهٔ بهداشتی از جمله واکسیناسیون کارکنان و خانوادهٔ آن‌ها، معاینات دوره‌ای کارکنان و نیز ارائهٔ این خدمات به مردم ساکن در مناطق محروم و دورافتاده از طریق تأسیس درمانگاه‌ها و بیمارستان‌های طول خطوط سراسری راه‌آهن و انجام اقدامات پیشگیری مانند سم‌پاشی مناطق آلوده به مالاریا نیز شایان توجه است.

### معاونت آموزش و پژوهش
معاونت آموزش و پژوهش بیمارستان ها:
معاونت آموزش و پژوهش بیمارستان، کلیه امور مربوط به برنامه ریزی، اجرا و نظارت بر فعالیت های آموزشی و پژوهشی بیمارستان را برعهده دارد. از جمله حوزه های فعالیت این معاونت می توان به اجرای فرایندهای آموزشی فراگیران* رشته های پزشکی، دندانپزشکی، داروسازی، مدیریت خدمات بهداشتی درمانی، پرستاری و پیراپزشکی، رادیولوژی، شنوایی سنجی، بینایی سنجی، علوم آزمایشگاهی و تمامی رشته های گروه علوم پزشکی در مقاطع  گوناگون اشاره کرد. همچنین امور پژوهشی، آموزش‌ تخصصي، آموزش ضمن خدمت و كوتاه‌مدت کارکنان نیز از فعالیت های این معاونت می باشد.
* فراگیران شامل تمام دانشجویان، دستیاران و فلوشیپ کلیه رشته های تحصیلی دانشگاه می باشد.
معرفی اعضای معاونت آموزشی و پژوهشی بیمارستان بهارلو
- معاون آموزشی: خانم دکتر ندا فرجی
- معاون پژوهشی: خانم دکتر زهرا قلعه نویی
- مدیر آموزش و مسئول  اعتباربخشی آموزشی: خانم بهاره جفائی
- مدیر پژوهش: جناب آقای دکتر شهاب علیزاده
- مدیر دفتر توسعه آموزش (EDO): آقای دکتر مجید اکرمی
- کارشناس ارشد آموزش فراگیران: خانم معصومه عابدین پور
- کارشناس ارشد آموزش و امور اداری: خانم فائزه شادمانی فرهنگ
- کارشناس ارشد دفتر توسعه آموزش (EDO): خانم مرضیه زارع
- کارشناس ارشد Skill lab: خانم فاطمه بیات
- مسئول کتابخانه: خانم عصمت حسینی
- کارشناس پژوهش: خانم مریم فرامرزی
- کارشناس پژوهش: خانم غزاله روشن بیان
اعضای فعال در این واحد هستند.

### ریاست
دکتر خسرو صادق نیت حقیقی،  فلوشیپ پزشکی خواب از سال ۱۳۸۴ تا دوم مهرماه سال ۱۳۹۳ رئیس بیمارستان بهارلو بوده است.
دکتر سید مجید موسی موحد ، فوق تخصص نفرولوژی از تاریخ سوم مهرماه سال ۱۳۹۳ تا بیست و دوم شهریور سال ۱۳۹۸ ریاست این بیمارستان را بر عهده داشتند.
دکتر محمد تقی طالبیان، متخصص طب اورژانس از تاریخ بیست و سوم شهریور سال ۱۳۹۸ تا بیست و نهم بهمن سال ۱۳۹۸ ریاست این مرکز را عهده‌دار بودند.
دکتر سعید ناطقی، متخصص قلب و عروق، از تاریخ سی بهمن سال ۱۳۹۸ تا 18 مهر 1400 رئیس مرکز آموزشی درمانی بهارلو بودند.
دکتر حمیدرضا حکمت، متخصص قلب و عروق، از تاریخ 18 مهر سال 1400 تا کنون رئیس مرکز آموزشی درمانی بهارلو می‌باشند.
آقای داود پناهی، بعنوان مدیر بیمارستان بهارلو در زمان ریاست دکتر سید مجید موسوی موحد، دکتر محمد تقی طالبیان و دکتر سعید ناطقی فعالیت می‌نمایند.